# 貝克鎮區 (密蘇里州林縣)
貝克鎮區（英語：Baker Township）是位於美國密蘇里州林縣的一個行政鎮區。

## 地方資料
貝克鎮區的面積為120.92平方千米，當中陸地面積為120.32平方千米，而水域面積為0.60平方千米。根據2020年美國人口普查的數據，當地共有人口264人，而人口密度為每平方千米2.18人。